# Grantia nipponica
Grantia nipponica är en svampdjursart som beskrevs av Hozawa 1918. Grantia nipponica ingår i släktet Grantia och familjen Grantiidae.
Artens utbredningsområde är havet kring Japan. Inga underarter finns listade i Catalogue of Life.